# Angwin
Angwin – jednostka osadnicza w Stanach Zjednoczonych, w stanie Kalifornia, w hrabstwie Napa.